# Vallans
Vallans – miejscowość i gmina we Francji, w regionie Nowa Akwitania, w departamencie Deux-Sèvres.
Według danych na rok 1990 gminę zamieszkiwało 538 osób, a gęstość zaludnienia wynosiła 60 osób/km² (wśród 1467 gmin regionu Poitou-Charentes Vallans plasuje się na 529. miejscu pod względem liczby ludności, natomiast pod względem powierzchni na miejscu 886.).